# Karnali (province)
Pour les articles homonymes, voir Karnali.
Karnali (en népalais : कर्णाली प्रदे, Karnali pradesh) est l'une des sept provinces du Népal. Créée en 2015 par la nouvelle Constitution, elle est appelée Province no 6 de manière transitoire avant que la nouvelle assemblée provinciale élue n'adopte en février 2018 son nom actuel, tiré de celui de la rivière Karnali.
Sa capitale est Birendranagar.

## Organisation administrative
La province est divisée en dix districts :
- Dailekh,
- Dolpa,
- Humla,
- Jajarkot,
- Jumla,
- Kalikot,
- Mugu,
- Salyan,
- Rukum-Ouest.